# Marcelo Melo
Marcelo Melo (født 23. september 1983) er en brasiliansk tennisspiller. Han repræsenterede sit land under Sommer-OL 2012 i London, hvor blev han slået ud i kvartfinalen i double.

## Grand Slam-titler
- French Open:
  - Double herrer 2015 (sammen med Ivan Dodig)